# Каннинг, Джордж
Джордж Ка́ннинг (англ. George Canning; 11 апреля 1770[…], Лондон — 8 августа 1827[…], Чизик) — английский политический деятель, представитель либерального крыла партии тори, с марта 1807 по октябрь 1809 года на посту министра иностранных дел отвечавший за поведение Великобритании во время наполеоновских войн в Европе. Один из главных оппонентов «Священного союза». Премьер-министр Великобритании в 1827 году.

## Ранние годы
Отец его, сын ирландского землевладельца и коммерсанта, не особо удачливый юрист и бизнесмен Джордж Каннинг-старший, своей женитьбой на рано осиротевшей дочери небогатого ирландского сквайра Мэри Энн Кастелло, родственнице Шеридана, возбудил против себя недовольство своих родных. Отец выгнал его из дома и лишил наследства, оставив ренту в 150 фунтов. Когда Каннинг-старший умер, через год после рождения сына, последний остался на руках матери, не имевшей никаких средств. Ради заработка мать Каннинга поступила на сцену, без особого успеха, и вскоре вышла замуж за актёра Самуэля Реддиша. Судьбою мальчика заинтересовался его дядя, богатый банкир Стратфорд Каннинг (отец будущего дипломата Стратфорд де Редклиффа), который и взял восьмилетнего сироту на воспитание, поместив его впоследствии в Итонскую школу.
Здесь Каннинг проявил блестящие способности, получившие дальнейшее развитие в Оксфордском университете. Ещё юношей Каннинг обратил на себя внимание Шеридана, Фокса и Бёрка, но рано подпал под влияние Уильяма Питта-младшего, который в 1793 году провёл его в члены Палаты общин, а в 1796 году назначил его помощником министра иностранных дел. Усердно поддерживая политику Питта в парламенте, Каннинг выступил талантливым защитником её и в прессе, деятельно участвуя в торийском журнале «Anti-Jacobin».

## Наполеоновские войны
С уходом Питта из правительства в 1801 году Каннинг стал в решительную оппозицию, доказывая необходимость возвращения Питта к власти. В новом кабинете Питта Каннинг занял должность казначея флота. С образованием кабинета Гренвила Каннинг явился одним из главных деятелей оппозиции, а в следующем, торийском, министерстве герцога Портлендского (1807) занял пост министра иностранных дел и стал проводить курс на укрепление связей с сопротивлявшейся Наполеону Испанией.
Каннинг видел основной театр боевых действий на Пиренеях, а военный министр Роберт Каслри отстаивал необходимость открытия второго фронта в Нидерландах. Союзником Каннинга в этом споре выступил Артур Уэлсли, надеявшийся сменить Каслри на посту главы военного ведомства. Противоречия усиливались и парализовывали работу правительства. В сентябре 1809 года дело дошло до дуэли с Каслри, в которой Каннинг был ранен. Это вызвало министерский кризис. Главой нового кабинета явился Персиваль; Каннинг отказался принять в нём участие, не добившись руководства торийской партией в нижней палате.

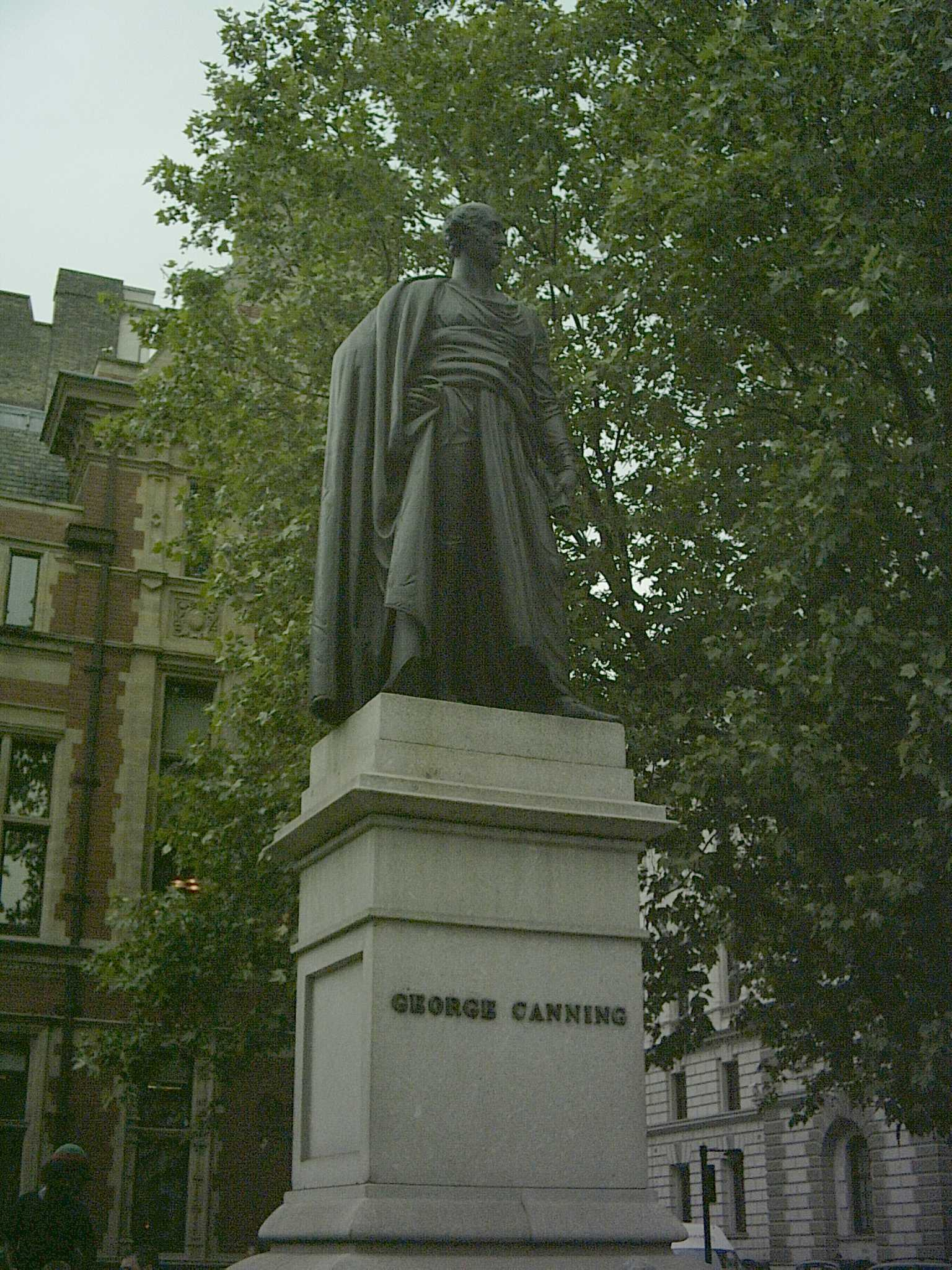
Памятник Каннингу на Парламентской площади в Лондоне (1832).

В 1814—1816 посол в Лиссабоне.

## Правительство Каннинга
Только в 1816 года Каннинг был приглашён занять в кабинете графа Ливерпуля должность президента контрольного совета. Когда со вступлением на престол Георга IV возбужден был процесс против королевы, Каннинг выступил решительным защитником её прав, чем возбудил против себя недовольство короля и вынужден был выйти в отставку. В 1822 году Каннинг был намечен на должность генерал-губернатора Индии, но прежде, чем состоялось это назначение, министр иностранных дел Каслри (тогда маркиз Лондондерри) покончил жизнь самоубийством, и Каннинг был призван занять его место.
На этом посту он оставался до апреля 1827 года, когда сделался главой кабинета. С 1822 по 1827 годы Каннинг был самым видным из английских государственных деятелей и оказал стране огромные услуги своей твердой политикой, обеспечившей за Англией влиятельное международное положение. При нём Великобритания одной из первых признала независимость испанских провинций в Латинской Америке и подключилась к борьбе греков за независимость.
Считая главной задачей своей политики мир и спокойное развитие культурных сил и торговли страны, Каннинг впервые поставил на твердую почву политику невмешательства в европейские дела, главным актом которой был выход Англии из Священного союза. Однако здоровье Каннинга к этому времени резко ухудшилось: на похоронах герцога Йоркского, которые состоялись январской ночью в часовне Святого Георгия в Виндзорском замке, он настолько простыл, что считалось, что он может не выздороветь. Он умер от туберкулеза позже, 8 августа 1827 года, в той же самой комнате, где Чарльз Джеймс Фокс встретил свой конец 21 годом ранее. Каннинг похоронен в Вестминстерском аббатстве, рядом с Уильямом Питтом-младшим. На посту премьер-министра его сменил давний соратник, герцог Веллингтон. Общий период пребывания Каннинга у власти составил всего 119 дней, что являлось самым коротким сроком пребывания в должности любого премьер-министра Соединенного Королевства за все время существования этого поста. Однако в 2022 году его «превзошла» Лиз Трасс.
Сын Каннинга, Чарлз Джон, с 1855 года занимал пост индийского генерал-губернатора.